# Венская фондовая биржа

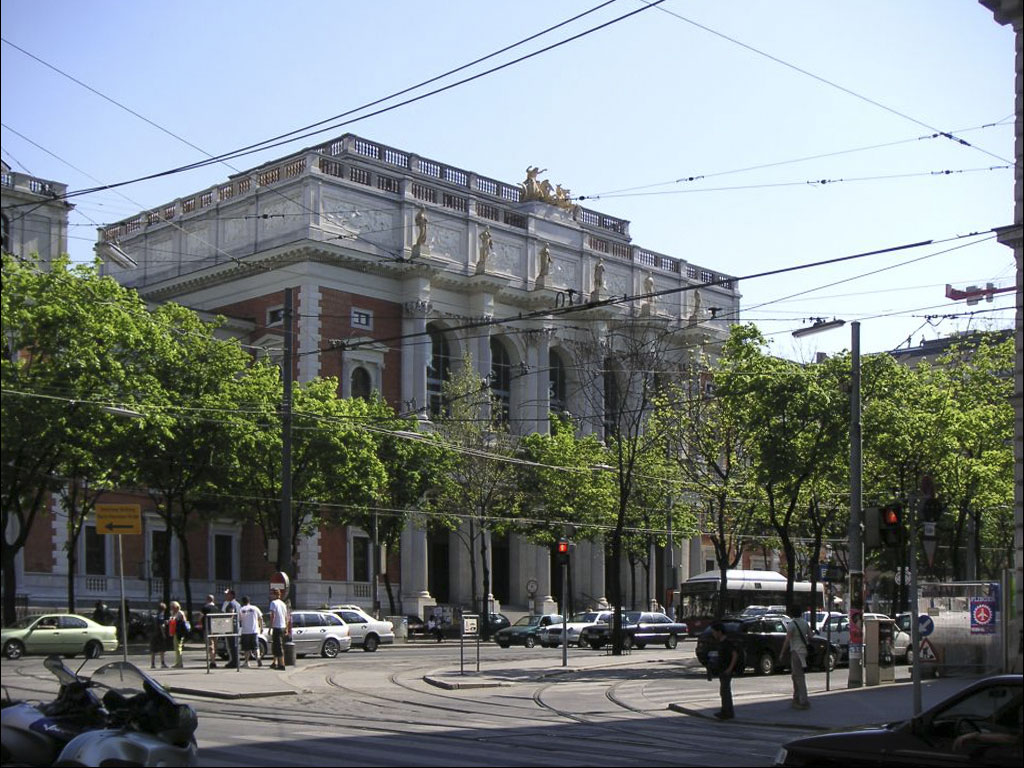
Прежнее здание Венской биржи

Венская фондовая биржа (Wiener Börse AG, WBAG) — одна из старейших бирж мира, единственная торговая площадка в Австрии. Осуществляет торги акциями, облигациями и деривативами. Основана в 1771 году императрицей Марией Терезией для торговли гособлигациями. Является частной компанией, принадлежайщей нескольким австрийским компаниям (на 48 %) и австрийским банкам (на 52 %).
Основной индекс WBI (Wiener Boers Index) — отражает состояние акций всех компаний на бирже.

## События
- 9 мая 1873 года в результате масштабных спекуляций на бирже произошел крах, положивший начало Первой великой депрессии (называемой также Долгой депрессией), продлившейся до 1896 года. Торги на бирже были практически остановлены, прежний оборот был достигнут только на рубеже веков.
- Осенью 2000 года свои акции на сумму около 14 млрд австрийских шиллингов (около $900 млн) разместила компания Telekom Austria AG.
- В мае 2005 года состоялось первичное размещение акций Raiffeisen International, дочерней компании Raiffeisen Zentralbank, на сумму 1,1 млрд евро.
- В октябре 2007 года состоялось первичное размещение акций строительной компании Strabag на сумму 1,2 млрд евро — крупнейшее по настоящее время первичное размещение на Венской бирже.